# (371) Bohemia
(371) Bohemia – planetoida z grupy pasa głównego asteroid okrążająca Słońce w ciągu 4 lat i 185 dni w średniej odległości 2,73 j.a. Została odkryta 16 lipca 1893 roku w Observatoire de Nice w Nicei przez Auguste Charloisa. Nazwa planetoidy pochodzi od łacińskiej nazwy Czech właściwych. Przed jej nadaniem planetoida nosiła oznaczenie tymczasowe (371) 1893 AD.